# 北海道風連高等学校
北海道風連高等学校（ほっかいどう ふうれんこうとうがっこう、Hokkaido Furen High School）は、かつて北海道名寄市風連町新生町（旧風連町）にあった道立高等学校。

## 沿革
- 1950年（昭和25年）11月13日 - 北海道名寄農業高等学校風連分校として設置が認可される（設置場所を風連小学校内とする）。
- 1951年（昭和26年）1月15日 - 開校式並に入学式を挙行する。
- 1953年（昭和28年）
  - 2月3日 - 北海道教育委員会告示第二六号に基き、北海道風連高等学校（風連町立・第二種）の設置が認可される。
  - 4月1日 - 北海道風連高等学校を第一種高等学校とすることを認定される。
- 1964年（昭和39年）3月31日 - 道立に移管される。
- 2008年（平成20年）4月1日 - 生徒募集停止。
- 2010年（平成22年）
  - 2月20日 - 閉校記念式典・惜別の会開催。
  - 3月31日 - 閉校。

## 現況
- 2010年（平成22年）4月1日 - 風連中学校として運用開始。